# Qui est coupable ?
Qui est coupable ? est une nouvelle d’Anton Tchekhov.

## Historique
Qui est coupable? est initialement publié dans la revue russe Les Éclats, numéro 51, du 20 décembre 1886, sous le pseudonyme A.Tchekhonte. Aussi traduit en français sous le titre À qui la faute ?

## Résumé
Pierre Demianytch est en colère : des souris se sont attaquées à la reliure d’un livre. Hier, c’était son chapeau. Mais que fait le chat de la maison ? Pracovie la cuisinière prétend que le chat de la maison, un jeune et maigre chat blanc, est stupide. Est-ce parce que cet héritier des tigres, selon Darwin, n’a pas été éduqué pour chasser les souris? 
Pour trouver une solution au problème, Demianytch achète un piège à souris et le place sous le divan. Quelques minutes plus tard, un clac retentissant le prévient qu’une souris est prisonnière. Il place le minet devant la ratière et ouvre la petite porte. La souris se sauve, mais le chat court se réfugier sous un meuble : il a peur des souris ! L’expérience se renouvelle quatre fois. Rien n’y fait.
L’auteur se rappelle les leçons de latin avec son oncle. Il a maintenant le même réflexe que le chat quand il voit du latin : il fuit.

## Édition française
- À qui la faute?, traduit par Edouard Parayre, Les Editeurs Français Réunis, 1958.